# شركة الطاقة الهيدروجينية الأوكرانية
شركة الطاقة الهيدروجينية الأوكرانية "شركة مساهمة عامة" «أوكرهيدرونيرغو» (بالأوكرانية: Укргідроенерго، رومنة: Ukrhidroenerho) هي شركة مملوكة للدولة الأوكرانية تدير محطات الطاقة الكهرومائية على طول نهري دنيبر ودنيستر .
أوكرهيدرونرجو هي الشركة الرئيسية لتوليد الطاقة الكهرومائية في أوكرانيا وتوفر فكاس من أجل أنظمة الطاقة المتحدة في أوكرانيا. تدير الشركة عشر محطات طاقة على نهري دنيبر ودنيستر: كيفسكا هب, كيفسكا بسب, كانيفسكا هبب, كريمنشوتسكا هبب, سيريدنيودنيبروفسكا هبب, دنيبروفسكا هبب رقم 1, دنيبروفسكا هبب رقم 2, كاخوفكا هب, دنيستروفسكا هبب، و دنيستروفسكا بسب. ويجري تنفيذ أعمال التمكين في كانيفسكا بسب وكاخوفكا هب رقم 2.

## قائمة محطات الطاقة
| الاسم                                  | الطاقة (2020) (MW) | بداية البناء (السنة) | الموقع         | الإحداثيات                                      | المحامين |
| -------------------------------------- | ------------------ | -------------------- | -------------- | ----------------------------------------------- | -------- |
| محطة دنيبر للطاقة المائية              | 1553               | 1927                 | زابوريزيا      | 47°52′10″N 35°05′10″E / 47.869444°N 35.086111°E |          |
| محطة دنيستر للطاقة الكهربائية المائية  | 702                | 1972                 | نوفودنيستروفسك | 48°35′38″N 27°27′10″E / 48.59391°N 27.452903°E  |          |
| محطة الطاقة اليدرواليكامولية في دنيستر | 1296 (في عام 2021) | 1983                 | فاسيليفكا      | 48°30′52″N 27°28′28″E / 48.514387°N 27.47436°E  |          |
| محطة دنيبر الهيدروالكترونية الوسطى     | 388                | 1956                 | كاميانسك       | 48°32′55″N 34°32′28″E / 48.548504°N 34.541016°E |          |
| محطة كييف للطاقة الكهربائية المائية    | 440                | 1960                 | فيشورود        | 50°35′18″N 30°30′42″E / 50.588305°N 30.51178°E  |          |
| محطة كنيف للطاقة المائية               | 493                | 1962                 | كنيف           | 49°46′00″N 31°28′30″E / 49.766667°N 31.475°E    |          |
| محطة كرمانشوك للطاقة المائية           | 700                | 1953                 | سويتلوودسك     | 49°04′30″N 30°15′04″E / 49.075°N 30.251°E       |          |
| محطة الكهوفكا المائية                  | 334                | 1950                 | نوفا كاخوفكا   | 46°46′30″N 30°22′07″E / 46.775°N 30.368667°E    |          |
| محطة الكهرباء المضخة في كييف           | 235                | 1963                 | فيشورود        | 50°36′30″N 30°29′07″E / 50.608333°N 30.485333°E |          |
| محطة الكهرباء المضخة في كانيف          | 1 000              | 2008-2028            | بوتشاك         |                                                 |          |
| محطة الكهرباء المائية في كاخوفكا 2     | 250                | 2017–2028            | نوفا كاخوفكا   |                                                 |          |